# Parafia św. Łukasza Ewangelisty w Warszawie (Bemowo)
Parafia św. Łukasza Ewangelisty w Warszawie – parafia rzymskokatolicka należąca do dekanatu jelonkowskiego, archidiecezji warszawskiej, metropolii warszawskiej Kościoła katolickiego, w Warszawie. Obsługiwana przez księży archidiecezjalnych.

## Historia
W 1990 przy ul. Górczewskiej został utworzony nowy ośrodek duszpasterski. Ks. kardynał Józef Glemp dekretem z dnia 8 grudnia 1992 przekształcił go w parafię św. Łukasza Ewangelisty. Pierwszym proboszczem został ks. Zenon Trzaskowski. Na miejscu przeznaczonym na budowę nowej świątyni stanęła tymczasowa drewniana kaplica przywieziona z Jedlni pod Radomiem. Cały czas czyniono starania o budowę nowej świątyni, ale nieuregulowany status własności placu pod budowę opóźniał te plany.

### Kościół parafialny
W 2001 parafia otrzymała zgodę na budowę świątyni. Budowa rozpoczęła się w czerwcu 2001 według projektu Aleksego Dworczaka.
W nocy z 23/24 września 2004 drewniany kościół całkowicie spłonął. Przyczyną pożaru było najprawdopodobniej podpalenie.

### Kaplica parafialna (tymczasowa)
Do grudnia 2004 wystawiono nową, tymczasową kaplicę na dziedzińcu nowej plebanii. Cały czas trwa budowa nowego kościoła.